# Berliner SV 1892
Der Berliner SV 1892 (BSV 1892, Berliner Sport-Verein 1892 e. V.) ist ein traditionsreicher Sportverein aus Schmargendorf, einem Ortsteil des Berliner Bezirks Charlottenburg-Wilmersdorf. Der Club wurde 1892 als BTuFC Britannia 1892 (Berliner Thor- und Fußball-Club Britannia 1892) gegründet, zwischen 1945 und 1948 trug der Verein den Namen SG Wilmersdorf (Sportgruppe Wilmersdorf).
Mit seinen über 3000 Mitgliedern gehört der BSV zu den Berliner Großvereinen. In 20 Abteilungen wird Breiten- und Leistungssport betrieben, dabei erreichten insbesondere die Ballsportabteilungen – neben etlichen Berliner Verbandsmeisterschaften – auch große überregionale Erfolge:
Der BSV wurde dreimaliger deutscher Handballmeister und gehörte von 1947 bis in die 1970er Jahre zu den Spitzenteams im deutschen Hallenhandball, die Hockey-Spieler wurden 1940 deutscher Hockeymeister, die Rugby-Abteilung unterlag 1948 im ersten Nachkriegs-Endspiel um die deutsche Rugby-Meisterschaft erst im Finale und wurde Vize-Meister, die Fußballer gelangten 1904 bis ins Endspiel um die deutsche Fußballmeisterschaft und qualifizierten sich bis in die 1950er Jahre noch mehrfach für die Meisterschafts-Endrunden.

## Historische Vereinsnamen
Der BTuFC Britannia 1892 (Berliner Thor- und Fußball-Club Britannia 1892) ist mit dem Gründungsdatum 2. Juli 1892 einer der ältesten deutschen Fußballvereine. Während Thorball – Ende des 19. Jahrhunderts kurzzeitig eine deutschsprachige Bezeichnung für Cricket – bei der Britannia wie in Deutschland allgemein eine Randsportart blieb, war Fußball die wichtigste Sportart der ersten Vereinsjahrzehnte. Die übrigen Abteilungen wurden erst später gegründet.
Am 10. Dezember 1914 erfolgte im Zusammenhang der anti-britischen Stimmung im Ersten Weltkrieg die Umbenennung der Britannia in Berliner SV 1892. Nach dem Ende des Zweiten Weltkriegs 1945 wurden von den Alliierten in Berlin zunächst alle Sportvereine verboten. Stattdessen existierten einzelne Bezirkssportgruppen, hinter denen sich allerdings in der Regel die alten Vereine verbargen. Die SG Wilmersdorf (Sportgruppe Wilmersdorf) bestand hauptsächlich aus den Abteilungen des Berliner SV 1892; 1948 wurde der Verein unter diesem Namen wieder zugelassen.

## Fußball
Die Britannia gehörte zu jenen 86 Fußballvereinen, die am 28. Januar 1900 in Leipzig bei der Gründungsversammlung des Deutschen Fußball-Bunds den Dachverband des deutschen Fußballs gründeten. Und die ersten 50 Jahre des Vereins verliefen im Fußball sehr erfolgreich. Zwar gelang nie der ganz große Wurf bei den Endrunden zur deutschen Meisterschaft, aber der Verein blieb bis zum erstmaligen Abstieg 1970 aus der zweitklassigen Regionalliga Berlin immer in der höchsten Spielklasse Berlins. Nach einer Saison in der Drittklassigkeit  stieg der Verein zu Beginn der Saison 1971/72 wieder in die Regionalliga Berlin auf und hielt die Klasse bis zur Auflösung dieser Liga 1974.
Vor Einführung der Bundesliga 1963 wurde der Berliner SV 1892 zwischen 1897 und 1954 zehnmalig Berliner Meister: 1897 (ADSB), 1898, 1903, 1904 (jew. VDB/VBB), 1936, 1938, 1943, 1946, 1949 und 1954; zweimal gewann der Verein den Berliner Landespokal: 1930 und 1946. Überregional war der größte Erfolg die Qualifikation zum Endspiel um die deutsche Fußballmeisterschaft 1904.
Auch die Jugendmannschaften konnten auf Verbandsebene große Erfolge feiern: der BSV war Berliner Meister der B-Jugend 1975, der C-Jugend 1964 und 1973, der D-Jugend 1960, 1968 und 1971, sowie Berliner Pokalsieger der B-Jugend 1969.
In der Saison 2019/20 spielt die erste Herrenmannschaft des BSV 1892 in der achtklassigen Bezirksliga, Trainer ist René Zampich. In der ewigen Tabelle der Berlin-Liga belegt der BSV den 73. Platz.

### Erfolge der Britannia – 1896–1914

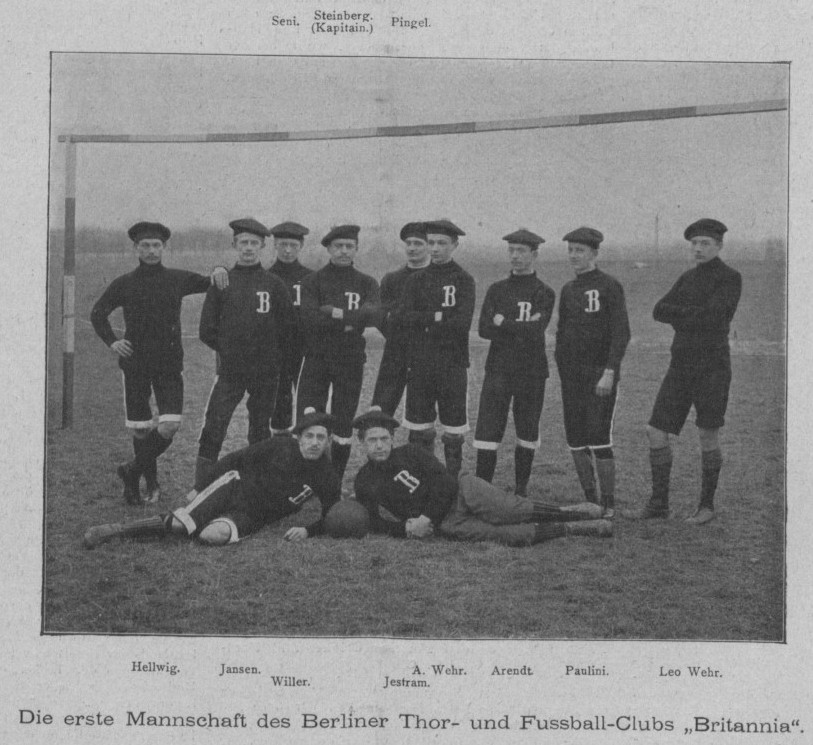
Erste Mannschaft des Berliner Thor- und Fußballclubs Britannia im Jahre 1898 (liegend unten: Walter Jestram (rechts) und Max Willer (links))

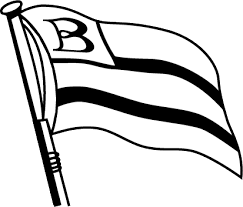
Historisches Logo der Britannia 1892

Vier Jahre nach der Vereinsgründung nahm Britannia in der Saison 1896/97 im neu gegründeten Allgemeinen Deutscher Sport Bund erstmals am Punktspielbetrieb teil und errang auf Anhieb ungeschlagen die Meisterschaft. Die Folgesaison wurde mit dem zweiten Tabellenplatz abgeschlossen. Gleichzeitig trat Britannia auch dem neu gegründeten Verband Deutscher Ballspielvereine (VDB) bei und spielte dort ebenfalls um die Meisterschaft mit. Nach zwei Entscheidungsspielen wegen Punktgleichheit wurde Britannia auch dort der erste Meister.
Die Heimspiele wurden von Britannia in diesen Jahren, wie von der Mehrzahl der Berliner Vereine, auf dem Tempelhofer Feld ausgetragen. 1901 wechselte die Britannia ihr Domizil und spielte für die nächsten Jahre im Innenraum der Radrennbahn im Sportpark Friedenau. Nach Abriss der Friedenauer Radrennbahn im April 1905 konnte erst im Oktober 1906 in der Radrennbahn Steglitz ein neuer fester Heimplatz bezogen werden. Bis zum Ausbruch des Ersten Weltkriegs erlebte der Verein unstete Zeiten: In der Saison 1908/09 trug Britannia ihre Fußball-Heimspiele auf dem Viktoria-Sportplatz an der Eisenacher Straße in Mariendorf aus. Eine Saison später wechselte die Spielstätte erneut, man spielte von nun an auf den Britannia-Sportplatz in der Forckenbeckstraße in Schmargendorf.
In der Saison 1902/03 konnte Britannia erneut die Meisterschaft des inzwischen in Verband Berliner Ballspiel-Vereine (VBB) umbenannten größten Berliner Bundes gewinnen. Der Verein hatte sich damit als eine von sechs Mannschaften für die erste Endrunde um die deutsche Fußballmeisterschaft 1902/03 qualifiziert, schied aber schon im Viertelfinale auf eigenem Platz gegen den späteren ersten deutschen Meister VfB 1893 Leipzig aus.
In der Folgesaison machten es die Spieler besser, als sie als erneuter VBB-Titelträger in der Meisterschaftsendrunde 1903/04 zunächst den Karlsruher FV 1891 und danach den SC Germania Hamburg (ein Vorgängerverein des heutigen Hamburger SV) aus dem Rennen warfen. Damit stand die Mannschaft im Finale gegen den amtierenden Meister VfB 1893 Leipzig, das am 22. Mai 1904 anlässlich des DFB-Bundestages in Kassel ausgetragen werden sollte. Weil aber der DFB-Spielausschuss entgegen seinen eigenen Satzungen Britannias Viertelfinalspiel gegen Karlsruhe statt auf einem neutralen Platz auf Britannias Heimplatz angesetzt hatte, legten die Karlsruher gegen das Ergebnis Protest ein. Diesem Einspruch wurde stattgegeben, und so wurde am Morgen des Finales die Begegnung abgesagt und die Endrunde insgesamt annulliert. Damit gab es 1904 keinen deutschen Meister.
Nach vielen erfolgreichen Jahren im Berliner Verband endete die Saison 1913/14 erstmals mit dem Abstieg Britannias aus der höchsten Berliner Fußball-Spielklasse. Kurz nach Ausbruch des Ersten Weltkriegs schloss sich der BFC Fortuna 1894 der Fußball-Abteilung des Clubs an.

### Sportliche Renaissance – 1935–1954

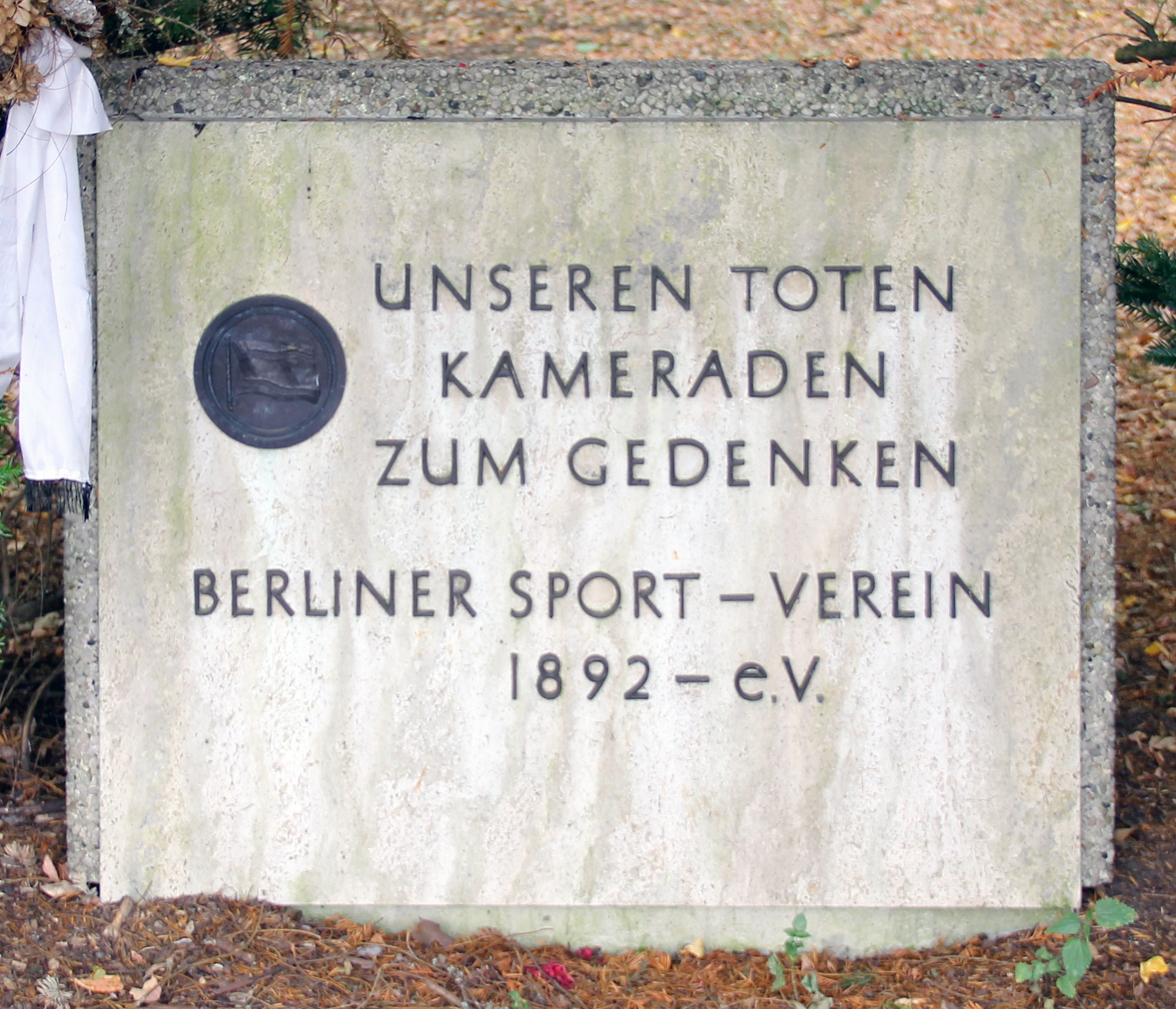
Gedenkstein im Stadion Wilmersdorf, in Berlin-Schmargendorf

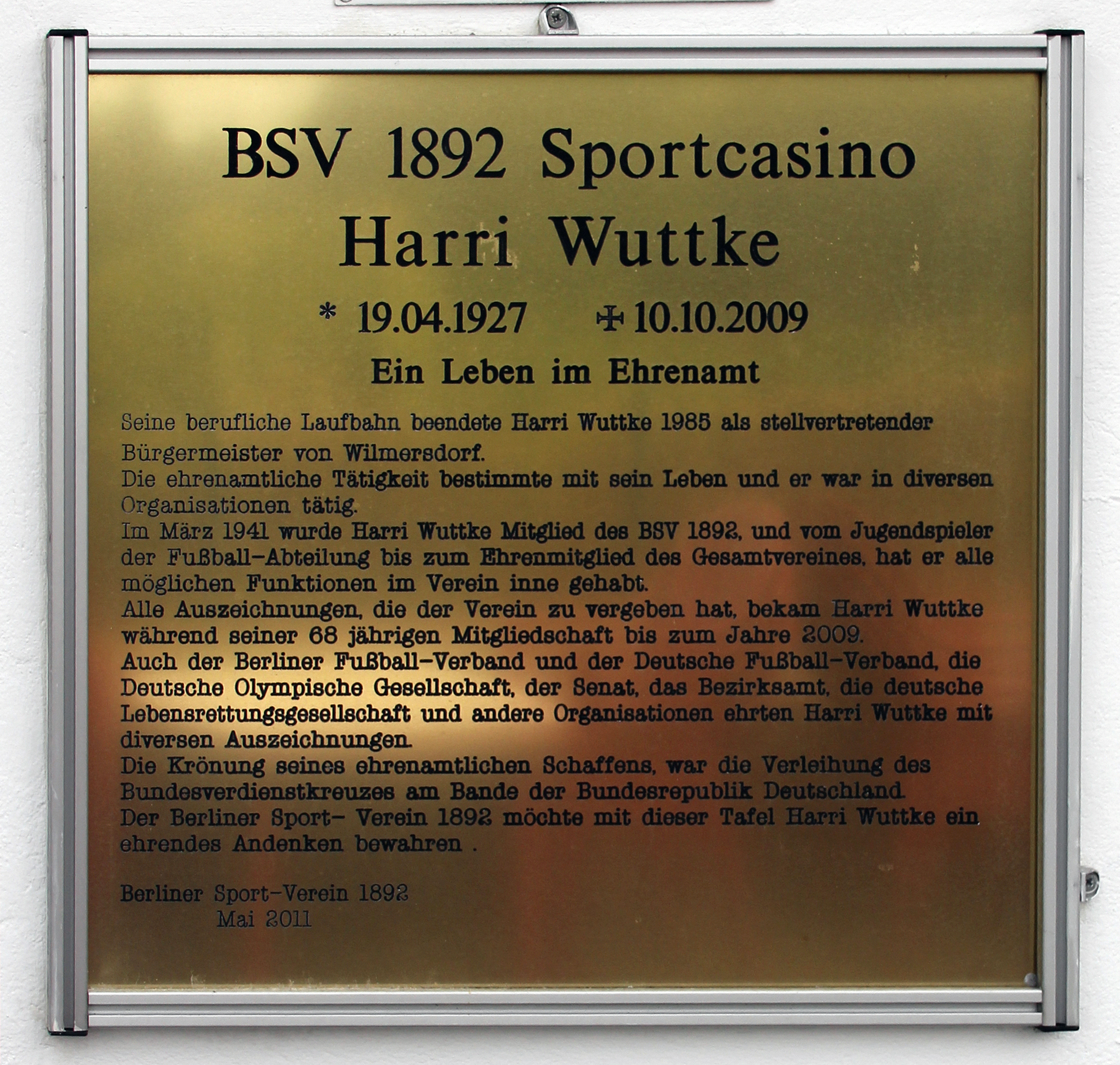
Gedenktafel im Stadion Wilmersdorf, in Berlin-Schmargendorf

Erst in der Saison 1935/36 konnte der BSV wieder an seine frühen Erfolge anknüpfen und gewann die Meisterschaft in der Gauliga Berlin-Brandenburg. Damit konnte die Mannschaft an der Endrunde um die deutsche Fußballmeisterschaft 1935/36 teilnehmen, schied aber bereits in den Gruppenspielen der Vorrunde aus. Zwei Jahre später wiederholte sich dieser Erfolg, erneut waren aber die Gegner in der Gruppenphase der Endrunde 1937/38 zu stark. In der kriegsbedingt stark beeinträchtigten Endrunde um die deutsche Meisterschaft 1942/43 kam die Mannschaft bis ins Achtelfinale.
Unter dem Namen SG Wilmersdorf wurde der BSV 1946 erster Berliner Stadtmeister nach dem Krieg. 1949 folgte der nächste Meistertitel in der inzwischen zur Vertragsliga Berlin umbenannten höchsten Berliner Spielklasse. Als Berliner Meister nahm der BSV an der Endrunde um die deutsche Meisterschaft 1949 teil, verlor allerdings das Viertelfinale gegen Borussia Dortmund mit 0:5. 1954 gelang dem BSV 1892 letztmals die Erringung des Berliner Meistertitels, verbunden mit der erneuten Teilnahme an der Endrunde um die deutsche Fußballmeisterschaft 1953/54. Hier erwiesen sich in den Gruppenspielen der spätere Meister Hannover 96 (1:2) und der VfB Stuttgart (0:3) als stärker. Damit war für die BSV-Fußballer die Zeit der überregionalen Erfolge vorbei.

### Von der Regionalliga in die Kreisliga – Entwicklung seit 1970
Nach Gründung der Bundesliga 1963 spielte der BSV – bis auf die Spielzeit 1970/71 – in der Regionalliga Berlin, der damals zweithöchsten deutschen Spielklasse. 1971 wurde man Berliner Amateurmeister und nahm als Berliner Vertreter an der deutschen Amateurmeisterschaft teil. In der letzten Regionalliga-Saison 1973/74 konnte sich der BSV nicht für die neue 2. Bundesliga qualifizieren und verblieb in der nunmehr drittklassigen Berliner Stadtliga, aus der die Mannschaft schließlich 1979 abstieg.
Letztmals stieg der BSV 1995 auf in die zu diesem Zeitpunkt nur noch sechstklassige höchste Berliner Spielklasse, die Berlin-Liga, die der BSV allerdings nur ein Jahr halten konnte. Nachdem die erste Herrenmannschaft des Vereins zwischenzeitlich in die Kreisliga A abgestürzt war, gelang in der Saison 2009/10 der direkte Wiederaufstieg in die achtklassige Bezirksliga und in der Folgesaison nochmals ein kurzer Ausflug in die siebtklassige Landesliga.
Zwischenzeitlich verbrachte die Mannschaft einige Jahre in der neuntklassigen Kreisliga A, bevor man 2017 erneut in die Bezirksliga aufstieg.
In der Saison 2023/24 wurde die Meisterschaft in der Bezirksliga gewonnen und der Aufstieg in die Landesliga erreicht.
Die zweite Mannschaft spielt mittlerweile in der Kreisliga A.
In der ewigen Tabellen der Berlin-Liga belegt der BSV den 75. Platz.

### Bekannte ehemalige Spieler
In Klammern: Zeit der Vereinszugehörigkeit als Spieler
- Fritz Baumgarten (1915 – 1918)
- Edwin Dutton (bis 1908, 1913 – 1914)
- Marcus Feinbier (1981 – 1982)
- Paul von Goldberger (1901 – 1905)
- Helmut Jahn (1938 – 1945)
- Hermann Paul (1945 – 1951, 1953 – 1956)
- Günter Sendrowski (1948 – 1958)
- Lutz Sendrowski (1969 – 1974)
- Wolfgang Sidka (1970 – 1971)
- Willi Tiefel (1936 – 1940)

### Bekannte ehemalige Trainer
In Klammern: Zeit der Vereinszugehörigkeit als Trainer
- Alfréd Schaffer (1929 – 1930)

### Sportliche Erfolge
- Deutsche Fußballmeisterschaft
  - Viertelfinale der Endrunde um die deutsche Meisterschaft: 1949
- Deutscher Fußballpokal
  - Achtelfinale: 1936
- Berliner Fußballmeisterschaft
  - Meister: 1936, 1938, 1943, 1946, 1949, 1954
  - Vize-Meister: 1937, 1947, 1948
  - Dritter: 1931, 1935, 1950, 1955, 1956
- Berliner Fußballpokal
  - Sieger: 1930, 1933,
  - Finalist: 1932, 1934, 1953, 1957

## Handball
1936 gewann der Verein die Handball-Gauliga Berlin-Brandenburg und qualifizierte sich dadurch für die Deutsche Feldhandball-Meisterschaft 1935/36, bei der die Berliner in der Gruppenphase am späteren Meister MTSA Leipzig scheiterten. Nach dem Ende des Zweiten Weltkriegs wurde die Handballabteilung zum Aushängeschild des BSV 1892. Zwei Jahrzehnte spielte der BSV auf der höchsten Verbandsebene um die Berliner Meisterschaft, die gleichzeitig Regionalmeisterschaft war und damit zur Teilnahme an der Endrunde zur deutschen Handballmeisterschaft berechtigte bzw. zwischen 1966 und 1969 zum Aufstieg in die neu gegründete Handball-Bundesliga führte.
1947 wurde die Mannschaft erster Berliner Handball-Meister in der Halle, unter dem Namen SG Wilmersdorf, insgesamt holten die Handballer in den folgenden Jahren neun Berliner Meistertitel: 1947, 1948, 1950, 1957, 1958, 1960, 1961, 1962 und 1964. Damit qualifizierte sich der BSV insgesamt elfmal für die Teilnahme an der Endrunde zur deutschen Meisterschaft, nur der pfälzische Verein TSG Haßloch mit 14 Teilnahmen war häufiger im Turnier vertreten. Gekrönt wird die Erfolgsbilanz des BSV durch drei deutsche Meistertitel.
Der „ewige Rivale“ der ersten Jahrzehnte im Berliner Hallenhandball, die Reinickendorfer Füchse (seit 2007 Füchse Berlin), haben dem BSV 1892 inzwischen den Rang als erste Adresse des Berliner Handballs abgelaufen, spätestens seitdem sie sich nach 2007 als Spitzenclub der Bundesliga dauerhaft etabliert haben. Der BSV 1892 war bis zum Jahr 2025 der einzige Verein aus dem Berliner Handballverband, der Meister- und Vizemeister-Ehren des Deutschen Handballbunds erreichen konnte.
In der Saison 2013/14 spielte 1. Männermannschaft des BSV in der sechstklassigen Landesliga Berlin. In den Folgejahren schaffte die 1. Männermannschaft binnen zwei Jahren den zweimaligen Aufstieg und ist in der Saison 2016/2017 in der Oberliga Ostsee Spree (4. Liga) zu Hause.

### Deutsche Meisterschaften – 1948 / 1956 / 1964

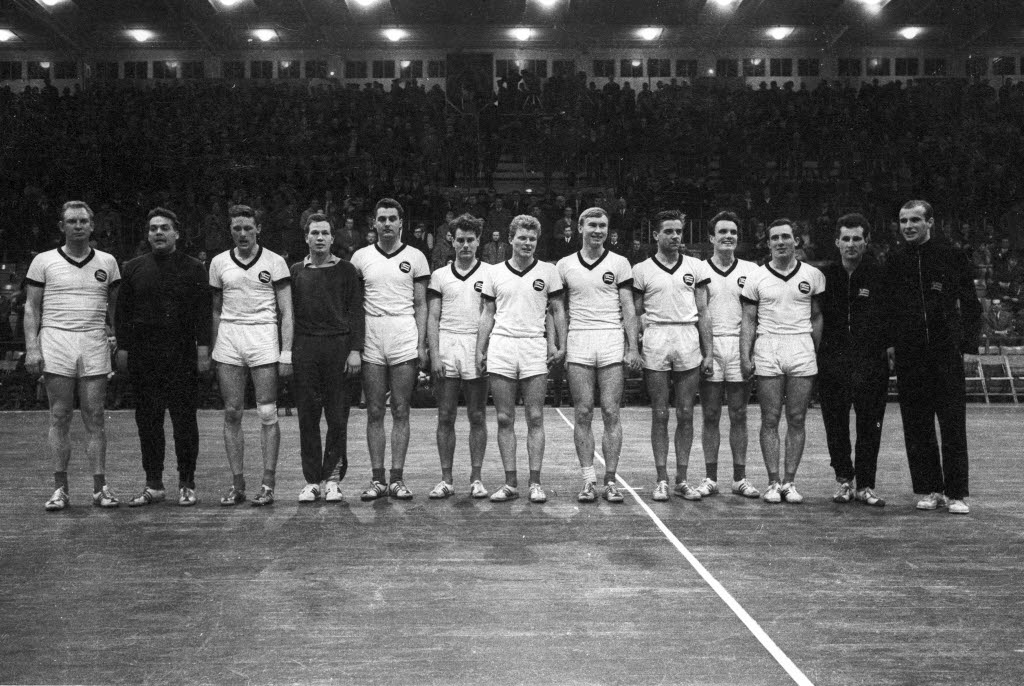
Deutscher Handballmeister 1964 wurde der Berliner SV 92

Mit dem Gewinn des Finalspiels gegen den Polizei SV Hamburg bei der deutschen Handballmeisterschaft 1948 wurde der BSV 1892 (als SG Wilmersdorf) erster Sieger einer deutschen Handballmeisterschaft in der Halle überhaupt; diese Endrunde wurde als offene Zonenmeisterschaft der britischen Besatzungszone ausgetragen. Der Titel wird in den Siegerlisten des erst später gegründeten DHB allerdings nicht offiziell anerkannt. Zwei Jahre später gelang dem Verein dann auch der erste offizielle Erfolg: im Endrundenturnier 1950 mussten sich die BSVler nur dem späteren Meister Polizei SV Hamburg geschlagen geben (4:6) und holten die erste Vizemeisterschaft nach Berlin.
In den folgenden fünf Jahren konnte sich der BSV nicht für die Endrunde qualifizieren, dafür gelang aber im sechsten Jahr nach der Vizemeisterschaft bei der Finalrunde im Berliner Sportpalast der ganz große Wurf: Der Berliner Sport-Verein 1892 wurde Deutscher Meister 1956 nach einem knappen Sieg im Endspiel gegen den THW Kiel (3:2 nach Verlängerung), gegen den schon das Vorrundenspiel gewonnen werden konnte (5:4). Zwei Jahre später erreichte die Mannschaft in der Meisterschafts-Endrunde 1958 die zweite Vizemeisterschaft, hier hatte im Finale Frisch Auf Göppingen in der Verlängerung die größeren Reserven (5:8), nachdem die reguläre Spielzeit unentschieden (5:5) geendet hatte.
Der BSV spielte weiter hochklassigen Handball mit guten Platzierungen bei deutschen Meisterschaften, und wieder sechs Jahre nach der zweiten Vizemeisterschaft konnte im Meisterschaftsturnier 1964 zum dritten Mal der Titel geholt werden: erneut war der THW der Gegner, in dessen Heimspielstätte, der Kieler Ostseehalle das Turnier ausgetragen wurde. Und erneut ging es äußerst knapp zu: der BSV 1892 gewann 4:3. Die beiden Final-Partien gegen den THW Kiel 1956 und 1964 sind die torärmsten Finalspiele der deutschen Handballgeschichte.
Für die 1966 eingeführte zweigleisige Handball-Bundesliga war der BSV zunächst nicht qualifiziert.

### Bundesliga oder Regionalliga – 1966–1991
Nach Einführung der Bundesliga 1966 gelang den BSVlern zweimal der Sprung in die Südstaffel des Handball-Oberhauses, zur Saison 1967/68 und zur Saison 1974/75, in beiden Fällen folgte jedoch sofort wieder der Abstieg.
Abgesehen von diesen beiden kurzen Höhenflügen pendelte die Handballabteilung des BSV 1892 in den nächsten beiden Jahrzehnten zwischen der zweithöchsten Spielklasse (Regionalliga bzw. seit 1981 2. Handball-Bundesliga), und der dritthöchsten (Regionalliga nach 1981), bis 1991 der Abstieg aus der Regionalliga den Abschied aus dem hochklassigen Handball-Leistungssport bedeutete.

### Feldhandball
Auch im Feldhandball, der bis in die 1960er Jahre die weitaus populärere Sportart war, gehörte der BSV 1892 zu den Spitzenmannschaften in Berlin:
Der Verein wurde seit 1948 insgesamt neunmal Berliner Meister (1948, 1949, 1951, 1952, 1956, 1962, 1964, 1965, 1966), womit – wie im Hallenhandball – jeweils die Qualifikation zur Endrunde um die deutsche Meisterschaft verbunden war. Hier blieben die ganz großen sportlichen Erfolge aber aus; der BSV blieb bei den Endrundenteilnahmen vor Einführung der Feldhandball-Bundesliga weitgehend erfolglos. 1960 im Jahr vor dem Mauerbau nahm der Berliner SV 1892 am Internationalen Handball-Turnier um den Grenzland-Pokal in Lörrach teil, u. a. mit dem Nationalspieler Horst Käsler und verlor das Endspiel gegen ASK Vorwärts Berlin mit 8:22 Toren. Beide Mannschaften, deren Sportgelände nicht weit voneinander liegen, legten etwa 1750 km zurück, um sich im südbadischen Lörrach sportlich zu messen.
Zur ersten Saison der neuen Bundesliga 1967 war der BSV zwar qualifiziert, stieg aber direkt ab.

### Bekannte ehemalige Handballspieler
- Otto Günther Kaundinya, Nationalspieler, Trainer und Spieler 1932–1934
- Horst Käsler, Nationalspieler, Spielertrainer der Meistermannschaft 1956
- Horst Singer, Nationalspieler
- Wolfgang Braun, Nationalspieler
- Bernd Lukas, Nationalspieler

## Rugby
Die Rugby-Abteilung des BSV wurde 1936 gegründet, als die Rugby-Mannschaft des damaligen Berliner Meisters Tennis Borussia geschlossen in den BSV 1892 eintrat, weil die Borussia keine angemessenen Trainings- und Spielplätze stellen konnte. Damit konnte die „neue“ Abteilung gleich im ersten Jahr ihres Bestehens die Berliner Meisterschaft 1937 gewinnen.
Nach dem Zweiten Weltkrieg konnte der BSV mit erneuten Berliner Meisterschaften 1947 und 1948 (unter dem Namen Sportgruppe Wilmersdorf) an diese Erfolge angeknüpfen, 1948 scheiterte die Mannschaft erst im Endspiel der deutschen Rugby-Meisterschaft mit 30:0 gegen den TSV Victoria Linden. Mit Neugründung 1949 als Abteilung des Hauptvereins BSV 1892 wurden alle Berliner Meisterschaften von 1947 bis 1954 sowie 1956 gewonnen. Danach hatte die Rugby-Abteilung eine lange Durststrecke ohne sportliche Erfolge zu überstehen. Der Neuaufbau gelang seit Anfang der 1970er Jahre aus der Jugendabteilung heraus: 1978 wurden die Jugendlichen der C-Klasse Deutscher Meister, ein Erfolg, der in derselben Altersklasse genau zehn Jahre später wiederholt werden konnte.
Die erste Männermannschaft spielte nach kontinuierlicher Aufbauarbeit – 2007 Aufstieg aus der Regionalliga Ost in die 2. Bundesliga, erneut 2010 – zwischenzeitlich sogar in der Rugby-Bundesliga.

### Bekannte ehemalige Rugby-Spieler
- Aiman Abdallah, Nationalspieler, Fernsehmoderator

## Hockey
Der größte – und einmalige – Erfolg der Herrenmannschaft des Berliner SV 92 liegt lange zurück: 1940 wurde der BSV durch ein 5:0 im Finale über die TV Sachsenhausen 1857 aus Frankfurt deutscher Feld-Meister im Hockey.
Aufgrund einer umfangreichen Ligenreform der höchsten Spielklassen im Hallenhockey konnten zur Saison 2000/01 gleich 14 Mannschaften aus den drittklassigen Ligen in die vier Regionalgruppen der 2. Bundesliga aufsteigen, und zu diesen gehörte in der Ost-Gruppe der BSV 1892. Überraschend gelang in dieser Saison dann direkt der nächste Aufstieg in die höchste Spielklasse, aufgrund des besseren Torverhältnisses gegenüber dem punktgleichen Berliner SC. Eine Saison lang konnte der BSV sich im Mittelfeld der Bundesliga halten, aber die Spielzeit 2002/03 geriet zum Debakel: ohne einen einzigen Punkt erzielt zu haben, musste der Verein absteigen. Der BSV zog seine Mannschaft darauf zurück und verzichtete auf das Startrecht in der Folgesaison der 2. Liga.
In der Saison 2013/14 spielt die erste Herrenmannschaft im Hallenhockey in der Berliner Oberliga, auf dem Feld in der 1. Verbandsliga.

## Basketball

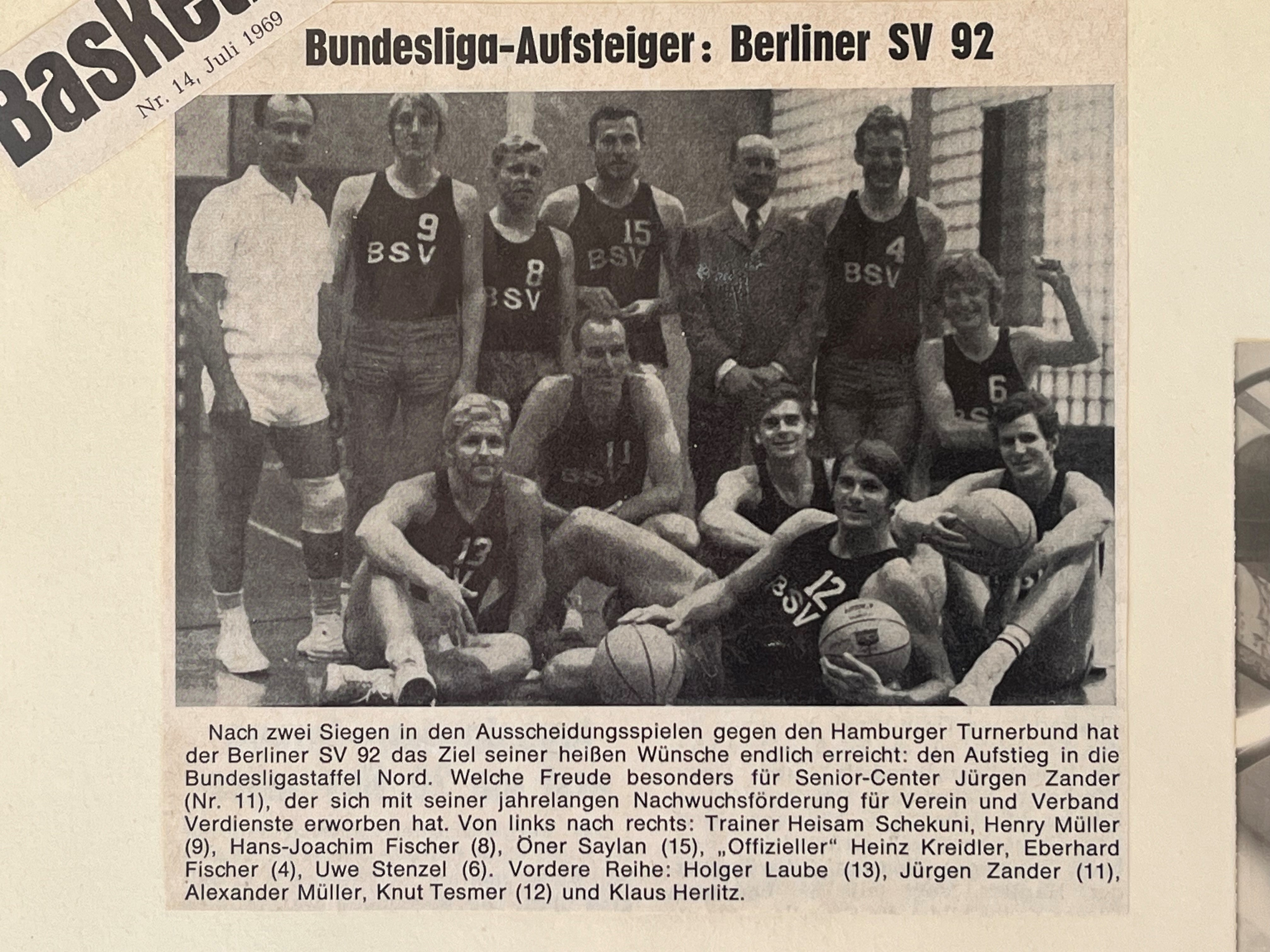
Aufstieg in die Basketball-Bundesliga unter Trainer Heysem Chekhouni

Die Basketballer des Berliner SV 92 spielten ab der Saison 1969/70 für fünf Jahre in der Basketball-Bundesliga. Der Aufstieg unter dem syrischen Trainer Heysam Chekhouni war vor allem auch dem Senior Jürgen Zander zu verdanken. Als ehemaliger Nationalspieler hatte er die Gabe, junge Talente aus ganz Berlin zum BSV 92 zu locken, die später Berliner Jugendmeister wurden. Sie bildeten den Stamm der Aufstiegsmannschaft: Eberhard Fischer, Hans-Joachim Fischer, Klaus Herlitz, Holger Laube, Alex Müller, Henry Müller, Öner Saylan, Uwe Stenzel, Knut Tesmer. Die Heimspiele wurden in der Werner-Ruhemann-Sporthalle ausgetragen. In den Folgejahren, unter dem brasilianischen Erfolgstrainer Raimundo Azevedo, wurde die Mannschaft durch Ulrich Armbrecht, Carl Korsukéwitz, Robert Leinius, Walter Schaffartzik und dem 16-jährigen Peer Forsberg bereichert. Der Aufstiegstrend setzte sich anfänglich fort und erreichte seinen Höhepunkt 1972. Als Vierter der Nordstaffel, der damals noch zweigeteilten Bundesliga, stand die Mannschaft zusammen mit den Vertretern der Südstaffel erstmals in der Endrunde um die deutsche Basketballmeisterschaft.
Unter Trainer Andreas Hinz wurde der BSV 92 im Jahr 1976 Deutscher Meister mit der männlichen Jugend C.

## Cricket
Die Cricketabteilung, die Ende der 1990er wieder neu gegründet wurde, nimmt unter dem Namen Britannia 92 am Spielbetrieb der Bundesliga Ost teil (Stand 2019). Der Verein wurde 1900, 1903 und 1911 Berliner Cricket-Meister und 2017 Meister der Bundesliga Ost. 2020 gewann Britannia den T20-Vereinspokal Ost und erreichte das Finale um die Deutsche T20-Meisterschaft, verlor dieses aber gegen den Kummersfelder SV.

## Eishockey
Der BTuFC Britannia 1892 gehörte zu den Pionieren des deutschen Eishockey. Er nahm an der ab 1909 ausgespielten Berliner Landesmeisterschaft teil, der ersten Eishockeymeisterschaft in Deutschland. Auch nach dem Ersten Weltkrieg beteiligte sich der Berliner SV 1892 wieder an der Berlin-Liga, wobei ein dritter Platz 1927 das beste Ergebnis war. 1934 ließ sich der Abstieg aus der Berlin-Liga nicht mehr verhindern. Der Verein nahm danach nicht mehr an Meisterschaftsspielen teil.

## Erfolge
Handball
- Deutscher Meister: 1948 (inoffiziell), 1956, 1964
- Deutscher Vizemeister: 1950, 1958

Hockey
- Deutscher Meister: 1940

Rugby
- Deutscher Vizemeister: 1948